# سیلویو سولدینی
سیلویو سولدینی (ایتالیایی: Silvio Soldini؛ زادهٔ ۱۹۵۸) یک کارگردان اهل ایتالیا است. 

## جوایز
- جایزه دیوید دی دوناتلو بهترین کارگردان (۲۰۰۰)
- جایزه انجمن ملی فیلم ایتالیا بهترین کارگردان (۲۰۰۰)